# Cristián Canío
Cristián Eduardo Canío Manosalva (* 31. Mai 1981 in Nueva Imperial) ist ein ehemaliger chilenischer Fußballspieler. Der Stürmer wurde mit Everton Meister der Apertura 2008.

## Karriere
Cristián Canío begann seine Profikarriere 2002 bei Deportes Temuco, für das er bereits in der Jugend gespielt hatte. Er spielte bei diversen chilenischen Vereinen und zudem 2007 für den CF Atlante aus Mexiko sowie 2009 für San Martín de Tucumán aus Argentinien. Bei den Argentiniern schoss der Offensivspieler im Spiel gegen CA Independiente drei Tore.
Mit Everton wurde Canío Meister der Apertura 2008, gemeinsam mit seinem Sturmpartner Ezequiel Miralles erzielte er 25 Tore der 45 Saisontore Evertons. Mit der Zweitligameisterschaft 2015/16 mit Deportes Temuco gewann Canío einen weiteren Titel. Am Ende der Saison 2021 beendete Canío seine Karriere bei Deportes Valdivia, spielt aber noch außerhalb des Profifußballs bei Dante de Nueva Imperial weiter.

## Erfolge
Everton
- Chilenischer Meister: 2008-A

Temuco
- Chilenischer Zweitliga-Meister: 2015/16